# Seyhan Kurt
Seyhan Kurt, född 16 december 1971, är en fransk-turkisk poet, författare, antropolog och sociolog.
Han föddes i kommunen Bourgoin-Jallieu i Grenoble i Frankrike. Han studerade vid École de Jean Jaurès i Lyon. Han studerade måleri i Frankrike och dramaturgi och konsthistoria i Izmir. 1992 och 1993 ställde han ut sina målningar i abstrakt stil och oljemålningsteknik i två separatutställningar på Mersin Konstgalleri. Han studerade franskt språk och litteratur, sociologi och antropologi. Han forskade om arkitektur och stadskultur i Italien och Grekland. Han tog sin magisterexamen från Ankara universitet, fakulteten för språk, historia och geografi, institutionen för antropologi. Han arbetade med Jean Baudrillards simuleringsteori och konsumentsamhället. Han skrev artiklar om film, arkitektur, immigration och modern konst.
I sin bok från 2021 From Household to Home State, publicerad av İletişim Publication, betonade han vikten av inte bara arkitektur, utan också discipliner som antropologi och sociologi som undersöker dagliga praxis, regleringar och konsumtionsfenomen när de hanterar begreppet "Turkiskt hus". I sin studie anammade han en tvärvetenskaplig metod genom att utnyttja olika fält från turkisk film till oral kultur.
Intervjuer med Seyhan Kurt om boken publicerades i Mediascope TV, Artfulliving, BisavBlog och tidningen Hürriyet.
Mellan 1990 och 2017 översattes några av hans dikter till franska, engelska, tyska, grekiska och estniska.